# 東方三博士の礼拝 (デューラー)
『東方三博士の礼拝』（とうほうさんはかせのれいはい、独: Anbetung der Könige、英: Adoration of the Magi）は、アルブレヒト・デューラー（1471-1528年）による板上の油彩画であり、1504年にフリードリヒ3世の依頼で、ヴィッテンベルクのシュロス教会の祭壇のために制作された。1603年、ザクセン選帝侯クリスティアン2世は、この絵画を神聖ローマ皇帝ルドルフ2世への贈り物として譲渡し、1792年にウフィツィ美術館の館長であったルイジ・ランツィがフラ・バルトロメオ作の『神殿奉献』との交換により取得するまで、ウィーンの帝国コレクションに所蔵されていた。現在、フィレンツェのウフィツィ美術館に展示されている。

## 評価
デューラーの1回目 (1494-1495年) と2回目（1505年）のイタリア旅行の間の時期に制作された、画家の最高傑作のうちの1つであり、かつ最重要作のうちの1つと見なされている。絵画はそれほど大きなものではなく、幅は1メートルを少し上回るくらいであるが、デューラーの作品中だけでなく、美術史上においても非常に重要である。この作品以前のデューラーの業績は、主に版画家としてのものであり、自画像によるものであるが、本作はデューラーの新境地を示し、以前の作品との比較でとりわけ意義がある。画家が、北方美術とイタリア美術 (とりわけ、画家に馴染みのあったジョヴァンニ・ベッリーニ、マンテーニャ、レオナルド・ダ・ヴィンチの作品) の伝統を組み合わせ、両者の間の微妙なバランスを取っているからである。ドイツの美術史家ハインリヒ・ヴェルフリンは、この作品を「ドイツ美術史上初の完全に明快な絵画」と呼んだ。

## 解説
ヨーロッパにおける「東方三博士の礼拝」の図像では、3番目の王を黒人として表すのが一般的な慣例である。本作の構図では、黒人の王が絵画の右側の部分を占めているが、その独自性により左側の他の4人の人物（ピラミッド型に構成されている）の集団とバランスが取られている。これは絵画の重要な特徴であり、鑑賞者の視覚的好奇心は黒人の王に引き寄せられ、王の視線を通して周囲の画面に目が向けられることになるのである。黒人の王の独自性は、空間的にも明確に表現されている。他の人物は建築物を背後にしているのに対し、黒人の王は自然に囲まれ、建築物の外側に登場しているからである。
図像では、画家はまた、2番目の王として自分自身を描いている。デューラーは自画像により知られているため、その顔貌は認識可能であり、2番目の王の顎鬚と長い金色の髪はデューラー自身のものであり、プラド美術館にある26歳の時の『自画像』を想起させる。このことは、デューラーの作品の構成における決定的な特色である。画家が自分自身を登場させていることは、前景の石に表示されている画家の有名なモノグラムの後ろに2番目の王を配置していることによりさらに実証される。それでも、実在する人物の肖像を用いて、三博士のうちの1人を描くことは何ら珍しいことではない。作品に外交的、あるいは朝廷的儀式であるかのような印象を与えるための伝統であり、黒人を描きいれる慣例が生まれる以前に「東方三博士の礼拝」の図像で発生していたものである。すべては、伝統的な様式ならびに構想による様式の細部をともに用いたデューラーの構図を浮き彫りにしている。なお、もう1人の王 (聖母の右側にいる、髭のある老人の王) は、ウフィツィ美術館に所蔵されているレオナルド・ダ・ヴィンチの『東方三博士の礼拝』に登場する老人の王を想起させる。
アントワープにある、後の『東方三博士の礼拝』と同様に、デューラーは、北方絵画の写実主義とイタリア絵画の遠近法、理想的なプロポーションに見られる人体比例、そして色彩の使用を融合させた様式で構図を作っている。純粋な赤色、緑色、青色が見られ、眩い金色が絵画空間内の様々な、異国情緒のある事物を照らしだす。異国的な要素が強調されているのは、本作を啓発した驚異の部屋 (Wunderkammer) を参照しているのである。「東方三博士の礼拝」の図像は、神秘的な事業である収集活動の象徴としての役割を持ち、家庭内の宝物用食器棚や宝物庫の上に掛けられた。画面における、そのような細部の注目すべき例として、トルコのターバンを身に着けているように見える、黒人の王付きの外国人召使が挙げられる。このような異国情緒は、王たちの精緻な衣服や、王たちが身に着けている宝石や装飾品にも反映されている。
有名な銅版画である『アダムとイヴ』（1504年）と同年に制作された本作で、デューラーは、2番目と3番目の王の姿に、銅版画のアダムの姿から様式的な要素を取り入れている。デューラーは、黒人の王の描写において、脚の解剖学的構造と足の位置をとりわ洗練させて、コントラポストで人体像を形成した。 2番目の王は、アダムの俯きの視線と理想化され、規範的な横顔を借用している。
重要な構図的要素として、空間的および建築的な特質が挙げられ、遠近法の使用により正確な細部表現がなされている。アーチ型建築は背景全体に存在し、壊れているものもあれば、鑑賞者の目には部分的にしか見えないものもある。このことは、画面内の建築物を決定的に定義しないようにする機能を持ち、自然が広大な絵画の空間をまとめることも可能にしている。デューラーの幅広い技術は、厩舎内にいる動物や画像の下部と上部に散見される植物など、より緻密な細部表現で画面に提示されている。
デューラーの絵画作品は、グラフィック作品ほど広く評価されてはいない。ドイツという地理的位置と他の媒体で示される技術のために、画家としてのデューラーは、版画や素描とは対照的に制作の質は劣っていると誤解されている。しかしながら、絵画の質は高く、非常に精緻なものである。デューラーが旅行に費やした年月と理論家としてのさまざまな研究の成果として、バランスの取れた、優れた様式を示しているのである。
一部の美術史家は、本作が『ヤーバッハ祭壇画』 の中央パネルであった可能性があると提言している。『ヤーバッハ祭壇画』には2点の外面パネルがあり、ヨブの物語を表す1点はフランクフルトのシュテーデル美術館に、もう1点はケルンのヴァルラフ・リヒャルツ美術館にあり、2点は同じサイズで、『東方三博士の礼拝』と同じような時期に制作された。これら3作は、『東方三博士の礼拝』を中央パネルとする三連祭壇画として構想されたのかもしれない、とエルヴィン・パノフスキーを含む様々な学者は提案してきた。しかし、今日、この見方は否定されている。
デューラーは画業を通じて、少なくとも主題においては、本作に直接関連する2点の作品を制作した。 1508年のアフリカ人を描いた習作、『アフリカ人の肖像』を木炭で制作し、この習作は現在、アルベルティーナに所蔵されている。1524年後半にペンとインクで再び制作された『東方三博士の礼拝』のための予備習作であると考えられている。